# Cappella di Nostra Signora della Neve
La cappella di Nostra Signora della Neve (chapelle Notre-Dame-de-la-Neige in francese) un'antica cappella di La Magdeleine in Valle d'Aosta.

## Storia
La cappella venne eretta nel 1739 grazie a un lascito di Anne-Marie Vittaz Dujany.

## Descrizione
La chiesa, che sorge in località Vieu su un terreno caratterizzato da una pendenza particolarmente accentuata, è a navata unica. È preceduta da un piccolo sagrato delimitato da dei muretti in pietra e ombreggiato da due alberi al quale si accede tramite una ripida scalinata in pietra. Gli interni sono abbastanza austeri: tra le poche decorazioni vi è una pala raffigurante la Madonna con il Bambino con ai piedi una Santa e San Grato.

## Galleria d'immagini

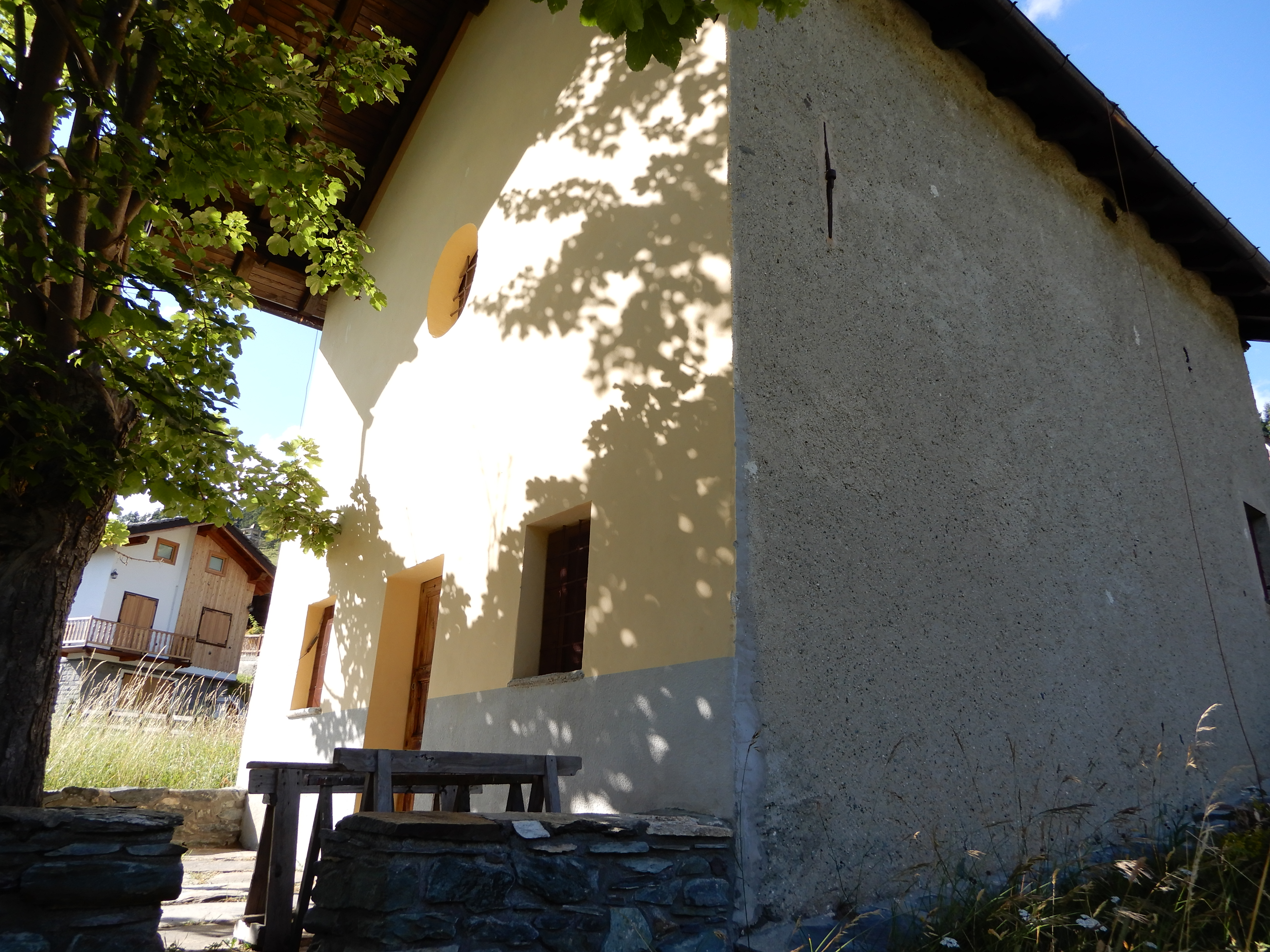
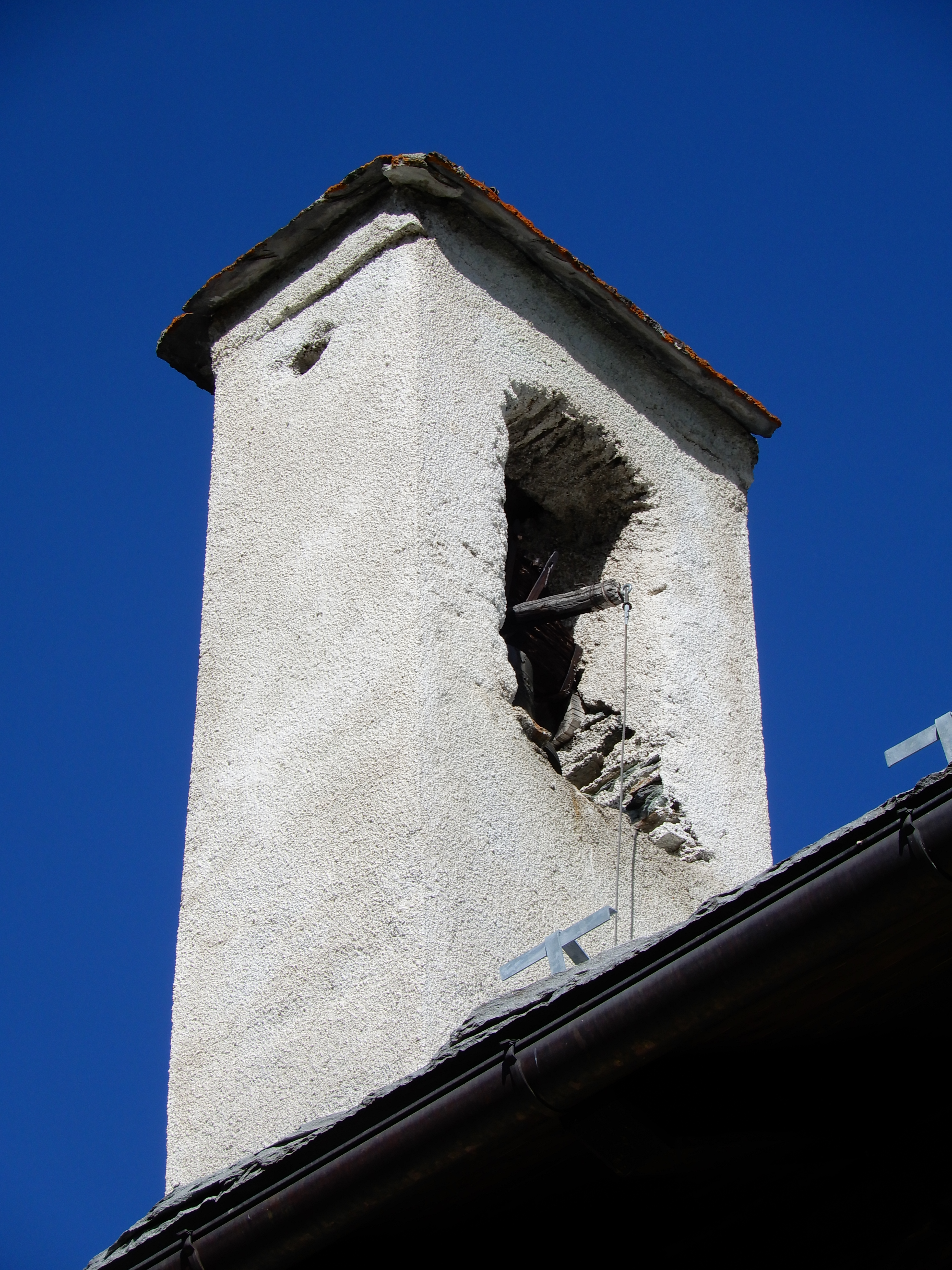
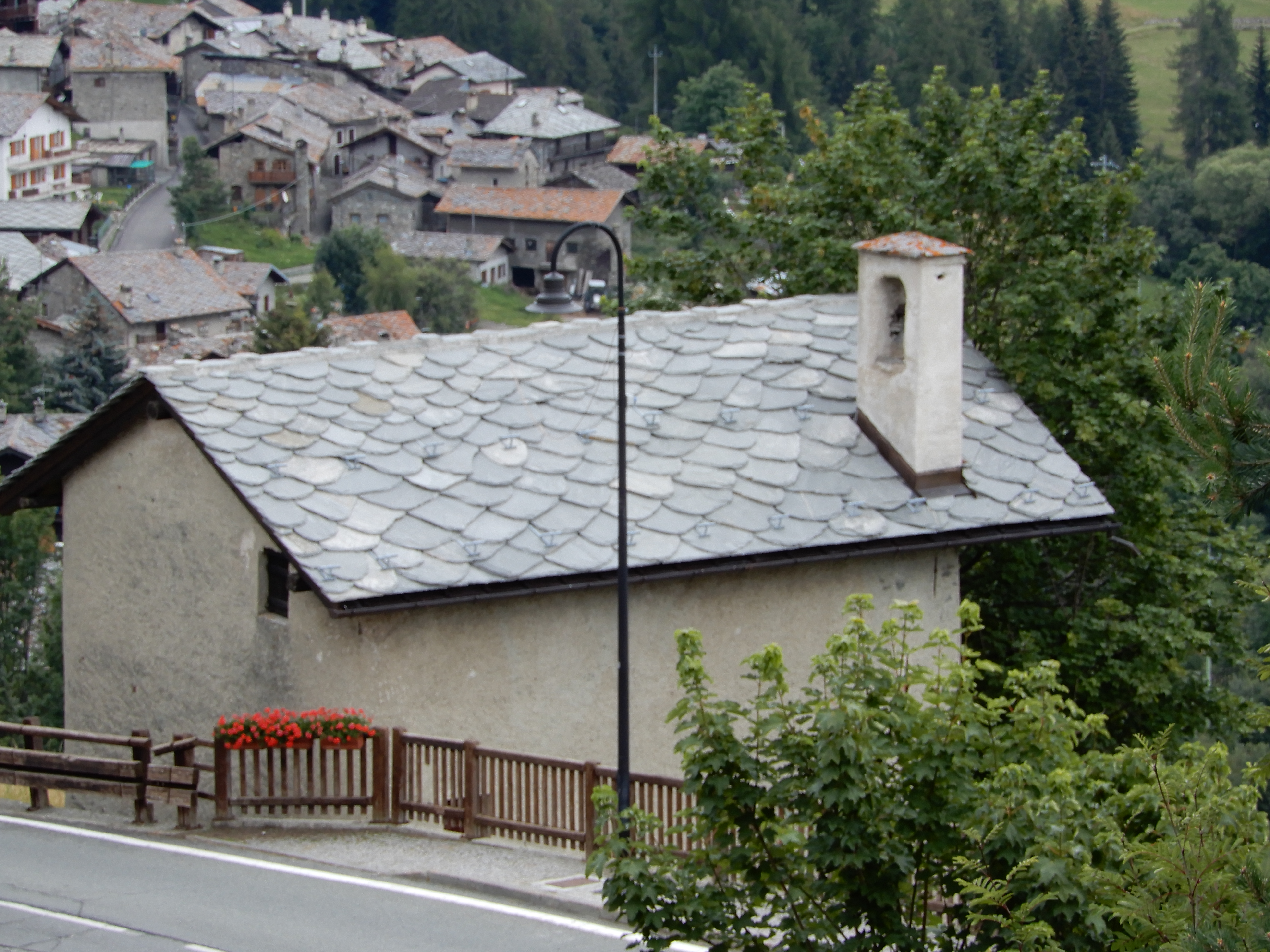